# Bulbostylis boivinii
Bulbostylis boivinii är en halvgräsart som beskrevs av Charles Baron Clarke och Henri Chermezon. Bulbostylis boivinii ingår i släktet Bulbostylis och familjen halvgräs.
Artens utbredningsområde är Komorerna. Inga underarter finns listade i Catalogue of Life.